# Operazione Allied Force
L'operazione Allied Force (in italiano "Forza Alleata") è stata la campagna di attacchi aerei portata avanti dalla NATO per oltre due mesi contro la Repubblica Federale di Jugoslavia di Slobodan Milošević. 
Durante quei mesi si sviluppò una serie molto intensa di attacchi aerei partiti dall'Italia e da navi nell'Adriatico (in un secondo momento anche dall'Ungheria), contro la presenza militare serba in Kosovo e contro la capacità bellica serba, con una scelta degli obiettivi ad ampio spettro e con interventi "dissuasivi" e intimidatori nei confronti della popolazione allo scopo di esercitare una pressione su Milošević; tra questi il bombardamento delle centrali elettriche (soprattutto con bombe alla grafite, a effetto "psicologico", che non provocano danni permanenti ma prolungati blackout), e il bombardamento della sede della televisione serba a Belgrado.
L'operazione Allied Force è stata la seconda azione militare nella storia della NATO sui territori dell'ex-Jugoslavia dopo l'operazione Deliberate Force del 1995 in Bosnia ed Erzegovina.
Il segretario generale della NATO Javier Solana dichiarò che il punto dell'operazione era applicare la Risoluzione del Consiglio di Sicurezza delle nazioni unite n. 1199/98 per il cessate il fuoco, ma la Risoluzione non autorizzava l'uso della forza.
I Paesi della NATO tentarono di ottenere l'autorizzazione del Consiglio di Sicurezza dell'ONU per l'azione militare, incontrando l'opposizione di Russia e Cina, le quali dichiararono che avrebbero posto il veto su tale misura. Nonostante la mancanza dell'approvazione ONU la NATO lanciò ugualmente la sua campagna di bombardamenti affermando che si trattava di un intervento umanitario. Lo Statuto delle Nazioni Unite proibisce l'uso della forza, se non per una decisione del Consiglio di Sicurezza ai sensi del Capitolo VII, o di autodifesa contro un attacco armato, ma nessuna delle due circostanze era presente in questo caso.

## Antefatto
Le origini della crisi in Kosovo risalgono alla revoca delle autonomie della regione ad opera del governo presieduto da Slobodan Milošević, presidente della Serbia, nel 1989. A seguito di questa revoca delle autonomie e di una ventata di nazionalismo serbo che minacciava la minoranza etnica albanese-kosovara, il leader del partito LDK (Lega Democratica del Kosovo), Ibrahim Rugova, promosse forme di resistenza non-violenta, richiedendo il ripristino dell'autonomia del Kosovo che era garantita nella Repubblica Federativa Jugoslava di Tito (una repubblica federativa con diritto di secessione unilaterale).
Dal 1995 alla protesta non-violenta si aggiunse una attività di guerriglia, da parte del neonato UÇK, sorto poco dopo la fine della guerra in Bosnia-Erzegovina e infiltrato anche da veterani musulmani, anche croati. Questo movimento di guerriglia, inizialmente poco attivo, emerse allo scoperto nell'aprile 1996 con alcuni omicidi e con attentati (inclusa la distruzione di raccolti) contro cittadini d'etnia serba; l'UÇK mirava all'indipendenza completa del Kosovo, in polemica con Rugova.
Nel marzo 1998 iniziò l'escalation della crisi, caratterizzata dall'intensificarsi delle attività dell'UÇK e da una occupazione militare progressiva del Kosovo da parte delle forze militari e paramilitari serbe. In questo momento la comunità internazionale inizia a seguire la crisi, con l'interessamento di vari paesi europei e degli Stati Uniti, nonché con l'intervento del Consiglio di sicurezza delle Nazioni Unite. L'interessamento internazionale riguardò anche il "gruppo di contatto" per l'ex Jugoslavia, già attivo con la guerra in Bosnia-Erzegovina.
A fine marzo il Consiglio di Sicurezza dell'ONU emana una risoluzione (n. 1160) con la quale condanna l'eccessivo uso della violenza da ambo le parti, successivamente (maggio) la comunità internazionale mette sotto embargo per gli armamenti la Repubblica Federale Jugoslava.

Nel giugno anche la NATO e il G8 si esprimono sulla crisi e a settembre viene emessa una nuova risoluzione del Consiglio di Sicurezza, la n. 1199, nella quale si rafforza la richiesta di cessare le ostilità e si esprime forte preoccupazione per la sicurezza e la stabilità della regione.
Il Kosovo è sotto l'occupazione militare serba nel tentativo di interrompere i continui rifornimenti di materiale bellico che, secondo i serbi, giunge ai ribelli dell'UCK dall'Albania, ma la situazione sembra sfuggire di mano e, disattese le risoluzioni ONU, la NATO minaccia la possibilità di intervenire militarmente nella crisi proclamando un Activation Order, che sarà seguito, nei mesi successivi, da un rischieramento di circa 500 aerei NATO in varie basi italiane (principalmente nella base USAF Aviano AFB e nella base di Istrana).
Nel novembre l'OSCE media un accordo grazie al quale invierà duemila osservatori in Kosovo, per verificare la presenza di violenze e le responsabilità delle parti, nonché di sorvoli di ricognizione da parte di aerei NATO sul Kosovo (risoluzione n. 1203 del Consiglio di Sicurezza).
Successivamente alcuni Paesi NATO rischierano in Macedonia un contingente di forze terrestri (Operazione Joint Guarantor) con il triplice scopo di fare da deterrente contro eventuali infiltrazioni in Macedonia, di fare pressioni sul governo serbo e soprattutto quello di operare come forza di esfiltrazione (extraction force), in favore degli osservatori internazionali, qualora si fossero presentati pericoli.
Durante l'inverno gli scontri continuano, seppur a bassa intensità. A metà gennaio 1999 avviene però il massacro di Račak, a seguito del quale vengono rinvenuti 40-45 cadaveri di kosovari di etnia albanese, uccisi in massa dopo violenti scontri tra forze di polizia serbe ed elementi dell'UÇK, sotto lo sguardo degli osservatori internazionali. La situazione, già precaria, peggiora notevolmente.
Nel febbraio 1999 si svolge la "Conferenza internazionale di pace di Rambouillet", ultimo tentativo di ricomporre la crisi; le condizioni poste dalla Serbia saranno tra le altre cose l'accettare il fatto che il Kosovo appartiene alla Serbia, status che tutt'oggi la Serbia rivendica. Al fine di risolvere la crisi il documento, che prevede l'autonomia ma non l'indipendenza del Kosovo, verrà firmato dal rappresentante dell'UÇK Adem Demaçi solo dopo notevoli pressioni USA. Qualche settimana dopo, alla ripresa di Parigi - momento attuativo degli accordi siglati a Rambouillet - la delegazione serba rigetta l'accordo sostenendo che si trattava di un'autonomia che mascherava di fatto un processo di indipendenza, con condizioni umilianti per i serbi.
A marzo a seguito di risposte negative da parte della Serbia a tornare alle sedi diplomatiche attuative degli accordi presi, e dopo ripetute minacce di intervento da parte della NATO, con la minaccia di veto da parte della Russia e della Cina che impediscono di fatto un pronunciamento del Consiglio di Sicurezza, la NATO decide di intervenire con attacchi aerei per imporre alla Serbia il rispetto degli accordi di Rambouillet.

Pochi giorni prima gli osservatori dell'OSCE vengono fatti evacuare dal Kosovo.

## Strategia e andamento delle operazioni
Fissati gli obiettivi, i vertici politici e militari della NATO optarono per una massiccia campagna di bombardamenti aerei a carattere strategico, pur tenendo aperta fino all'ultimo la possibilità di un attacco di terra (truppe erano già presenti con compiti di difesa e controllo in Macedonia e Albania, inoltre ulteriori truppe erano state mobilitate).
La scelta di condurre solo attacchi aerei fu dettata dalla esigenza di limitare al massimo le perdite, consci che molti morti avrebbero provocato una caduta del consenso da parte dell'opinione pubblica dei Paesi NATO, secondo le precedenti esperienze in Somalia. L'opzione dell'attacco terrestre fu quindi scrupolosamente evitata.
Si possono suddividere le operazioni aeree in tre fasi:
- una prima fase era volta a togliere alla Serbia ogni capacità di offesa e difesa aerea, tramite il sistematico bombardamento di aeroporti militari, postazioni missilistiche antiaeree e radar.
- nella seconda fase gli attacchi si sono rivolti a obiettivi militari generici, con particolare attenzione alle forze serbe presenti nel Kosovo.
- la terza fase ha avuto come obiettivo primario quello di colpire bersagli civili e militari nel tentativo di paralizzare il Paese (principali obiettivi i ponti -con alcuni gravi incidenti- e le centrali elettriche, ma anche le telecomunicazioni) obbligando il governo serbo a una resa e spingendo il popolo serbo a fare pressioni sul governo.

L'andamento delle operazioni e la capacità d'autodifesa serba hanno tuttavia impedito lo svilupparsi in maniera regolare di queste fasi, che si sono sovrapposte lungo tutto il corso della campagna.

## La partecipazione italiana
Da quando la NATO si è fatta carico di imporre alla Serbia la smilitarizzazione del Kosovo e il rispetto degli accordi di Rambouillet, gli aeroporti militari italiani hanno ospitato almeno un migliaio di aerei militari con esigenze di massima operatività, nonché con la richiesta di servizi dettata dallo svolgimento intensivo di missioni di guerra.

### Schieramento aereo italiano
La partecipazione italiana, basandosi sulle informazioni ufficiali, è stata la seguente:
- 8-12 Tornado ADV: questi aerei hanno svolto missioni CAP (Combat Air Patrol - pattugliamento aereo) lungo l'Adriatico, operando dalla base aerea di Gioia del Colle. A queste lunghe missioni comprendenti anche più di un rifornimento in volo, si sono alternati entrambi i reparti dotati di Tornado ADV. Questi aerei hanno effettuato 256 sortite per complessive 645 ore di volo.
- 12 F-104S: questi dodici aerei hanno eseguito per lo più missioni di Ground Alert (allerta a terra), anche a causa della limitata autonomia, con prontezza operativa di 15', e più di una volta sono decollati su allarme (Scramble), cosa peraltro documentata da varie fonti. Questi caccia operavano con armamento standard di 1 AIM-9L e un Aspide, o 2 AIM-9L, ritenuti sufficienti. All'epoca si era parlato di una missione di combattimento tra MiG-29 e F-104, ma ciò non ha mai trovato conferma, e si ritiene si tratti di una leggenda metropolitana. Comunque gli F-104 sono serviti soprattutto a integrare la rete di difesa NATO dello spazio aereo Italiano, effettuando 158 sortite per 183 ore di volo.
- 6-12 Tornado ECR: probabilmente il fiore all'occhiello dell'Aeronautica Militare Italiana, questi aerei sono fatti per eseguire le missioni SEAD, che in questo conflitto si sono dimostrate fondamentali, anche se la difesa aerea nemica ha mantenuto una buona operatività fino all'ultimo, pur non avendola pressoché sfruttata. Nelle loro missioni impiegano due (più di rado quattro) missili antiradiazione AGM-88 Harm in grado di autodirigersi sul bersaglio, anche se questo non è già noto prima della missione. I Tornado ECR italiani, che venivano immessi in prima linea proprio in quel periodo, hanno operato dalla loro base tradizionale di Piacenza, condividendola con i Tornado ECR tedeschi. Non è dato sapere quante missioni abbiano effettuato, in quanto il dato conta anche le sortite dei Tornado IDS (anche perché all'epoca ha volato una versione dell'IDS modificata, non essendo ancora pienamente disponibile l'ECR). In totale gli aerei SEAD italiani hanno lanciato 115 missili AGM-88 Harm.
- 10 Tornado IDS: hanno svolto le tradizionali missioni di supporto aereo ravvicinato (CAS), di interdizione aerea (BAI) e di ricognizione, svolgendo anche missioni "precise" in quanto hanno impiegato anche bombe a guida laser GBU-16 (Mk.83 da 500 kg con kit di guida Paveway II). Questi cacciabombardieri hanno totalizzato, insieme alla versione SEAD ben 338 sortite per un totale di 1285 ore di volo. Tra Tornado IDS ed AMX sono state impiegate ben 517 bombe Mk.82 da 250 kg, e il Tornado ha impiegato anche 79 GBU-16.
- 12 AMX Ghibli: gli AMX, al loro battesimo del fuoco, hanno lavorato bene, smentendo buona parte delle critiche a loro rivolte, effettuando grosso modo missioni simili a quelle dei Tornado (ma solo di giorno), anche se con armamento più leggero. Il Ghibli, che operava da Amendola, ha effettuato ben 252 sortite per un totale di 667 ore, condividendo col Tornado le 517 Mk.82 sopra descritte, e impiegando anche 39 bombe a guida IR Opher, di fabbricazione israeliana, e con corpo di Mk.83, da 500 kg.
- 2 B-707T/T: questi aerei convertiti in Tanker (cisterne volanti) hanno operato in lunghe orbite per rifornire in volo i vari pacchetti aerei alleati, sia italiani sia di altre forze NATO. Questi aerei hanno effettuato 87 sortite per 338 ore di volo, erogando circa 1 300 tonnellate di carburante.
- 4 AV-8B II+ Harrier: questi jump jet della Marina Militare Italiana hanno effettuato, a partire dal 13 maggio 1999, trenta sortite per 63 ore di volo, a bordo dell'incrociatore portaeromobili Garibaldi. Hanno impiegato Mk.82, ma anche missili AGM-65 "Maverick", nonché GBU-16, supportati da altri aerei per l'illuminazione laser. Apparentemente hanno svolto un buon lavoro, in comparazione ai "cugini" Harrier Mk.7 della RAF i quali avrebbero deluso.

Inoltre vari G.222 e C-130H italiani hanno effettuato numerose missioni di supporto tattico-logistico, per 257 sortite in totale e 419 ore di volo.
Tutti i numeri degli aerei partecipanti sono variabili, in quanto temporaneamente l'AM ha fornito altri aerei in aggiunta a quelli sopra elencati.
L'Esercito Italiano ha schierato in Puglia le batterie antiaeree del 4º Reggimento artiglieria controaerei "Peschiera", con dispiegamento basato su quattro batterie Hawk a Punta Contessa di Brindisi, Torre Veneri di Lecce, Torre Cintola di Monopoli e all'Aeroporto di Bari-Palese, che hanno contribuito ad assicurare la protezione degli aeroporti della Puglia.
Il costo delle sole missioni dell'Aeronautica Militare è stato di 65 miliardi e mezzo di lire (equivalente a quasi 34 milioni di euro), al quale va aggiunto lo schieramento navale che, oltre al Garibaldi con il suo gruppo aereo, includeva anche la fregata Zeffiro. A tutto questo bisogna aggiungere poi lo schieramento logistico in supporto alla NATO.

### Il supporto alla NATO
Al servizio della campagna aerea sono stati posti diciannove aeroporti dai quali ha operato la maggior parte dei velivoli NATO, richiedendo l'attivazione di tutti i servizi (meteo, rifornimenti di carburante, ATC - controllo del traffico aereo, ecc.) H-24 (24 ore al giorno). Da questi aeroporti sono state erogate 300 000 tonnellate di carburante e le piste degli aeroporti sono state affaticate al punto da richiedere lavori straordinari, in quanto l'usura è stata pari a quella di 1 anno e mezzo di utilizzo "normale". Il costo è stato quantificato in 25 miliardi di lire.
Nell'ambito dell'operazione DINAK (7 marzo 1999/21 giugno 1999), uno schieramento antiaereo basato su di un radar mobile installato vicino a Brindisi, cinque batterie Spada (Brindisi, Otranto, Gioia del Colle, Amendola e Aviano), quattro batterie Hawk dell'Esercito Italiano (Punta Contessa di Brindisi, Torre Veneri di Lecce, Torre Cintola di Monopoli (Italia) e Aeroporto di Bari-Palese), ha assicurato la protezione degli aeroporti insieme agli schieramenti della VAM (Vigilanza AM) e dell'Esercito Italiano.

## La partecipazione della NATO
La NATO, esclusa la partecipazione italiana già elencata, ha schierato un migliaio (che verso la fine della guerra era parecchio abbondante) di aerei tra bombardieri (statunitensi), cacciabombardieri e assetti vari, di ben tredici Stati differenti, ossia tutta la NATO, esclusa l'Islanda e il Lussemburgo (privi di forze aeree) e la Grecia (che per ragioni politiche ha inviato solo un cacciatorpediniere). Non vanno neppure considerate la Polonia, la Repubblica Ceca e l'Ungheria in quanto, essendo da pochissimo entrate nella NATO, non erano ancora integrate nell'apparato militare.
La partecipazione più consistente è stata statunitense, ma per la prima volta anche l'Europa si è accollata una fetta di missioni piuttosto ampia.

### Schieramenti elencati per Stato
Schieramento belga10 F-16A/B + 6 F-16/AM nella base di Amendola, Italia. Il Belgio ha partecipato alle operazioni nell'ambito della Task Force belga-olandese.
Schieramento canadese12 CF-18A/B "Hornet" ad Aviano, Italia. Il Canada ha inviato uno "squadron" intero di F-18, impegnati soprattutto in missioni aria-terra. La forza aerea canadese ha totalmente trascurato il supporto logistico, nonché il rifornimento in volo.
Schieramento danese6 F-16 "Falcon" nella base di Grazzanise, Italia. Anche la Danimarca ha contribuito con l'F-16, tra gli aerei più impiegati nel conflitto.
Schieramento franceseSei Jaguar A, quattro Mirage F.1CR e sette Mirage 2000D a Istrana, Italia, insieme con un C-160 "Gabriel" da intelligence elettronica. Undici Mirage 2000C a Grosseto, Italia e un E-3F "Sentry" ad Avord, Francia, tre C-135FR "Stratotanker" a Istres, Francia. Inoltre ha partecipato con due SA-330 "Puma" da "CombatSAR", e tutta la componente imbarcata sulla portaerei "Foch" (ventidue aeromobili pressoché esclusi dal conflitto). La componente navale ha riguardato anche una fregata, un sottomarino e una nave pattuglia.
Importante la partecipazione francese, forse la seconda (in contesa con Regno Unito e Italia), sia per la componente da caccia e di cacciabombardieri, ma anche per le missioni di supporto.
Schieramento tedescoQuattordici "Tornado" EKA/ECR a Piacenza, in Italia, supportati da un C-160 "Transall" a Landsberg, in Germania. La componente navale ha riguardato una fregata. La partecipazione tedesca è stata soprattutto una partecipazione SEAD, visto che il loro "Tornado" EKA/ECR è omologo al "Tornado" ECR/SEAD italiano. La partecipazione tedesca a una guerra è stata la prima dopo il conflitto mondiale, e ha riguardato anche il mettere a disposizione la base aerea di Bruggen, per l'attività dei "Tornado" IDS inglesi.
Schieramento britannicoDodici "Harrier" GR Mk.7 a Gioia del Colle, Italia, assieme a un1 "Canberra" PR Mk.9, più due "Sentry" AEW Mk.1 ad Aviano, tre Lockheed L-1011 TriStar ad Ancona, Italia, tre VC-10 a Bruggen, Germania, e otto "Tornado" IDS schierati da aprile a Bruggen. Inoltre lo schieramento prevedeva sette "Sea Harrier" F/A Mk.2 e dieci SH-3D "Sea King" imbarcati nella HMS Invincible.
Lo schieramento britannico, sempre notevole per partecipazione, questa volta ha sollevato dubbi in quanto a impegno, visto che gli Harrier erano all'inizio solo otto, e i Tornado hanno tardato ad arrivare. Inoltre gli Harrier hanno apparentemente deluso per un'efficacia operativa inferiore alle aspettative. La partecipazione navale ha riguardato anche un sottomarino nucleare, una fregata e una nave ausiliaria.
Il sottomarino ha lanciato vari missili da crociera del tipo Tomahawk, che hanno rappresentato il primo impiego operativo inglese per questo tipo di armi.
Schieramento norvegeseSei F-16A/B "Falcon" a Grazzanise, Italia, insieme, a quanto pare, a un C-130H. Anche la Norvegia ha schierato degli F-16, che in Norvegia rappresentano tutta la prima linea.
Schieramento olandeseDieci F-16AM e sei F-16A/B ad Amendola, insieme con un Fokker 60 e in collaborazione con lo schieramento belga. Inoltre i Paesi Bassi hanno partecipato alle operazioni schierando due KDC-10 a Eindhoven e una fregata.
I Paesi Bassi, molto impegnati in questa guerra, hanno dimostrato buone capacità: i loro F-16 infatti sono intervenuti in ogni tipo di missione, e un F-16AM si è addirittura aggiudicato l'abbattimento di un MiG-29 serbo, l'unica vittoria aerea europea.
Schieramento portogheseTre F-16A/B "Falcon" ad Aviano. Non si può dire che lo schieramento portoghese sia stato massiccio, anche se sicuramente è stato incrementato nel corso della guerra. Possiamo però dire che è stato significativo il battesimo del fuoco della FAP (forza aerea portoghese) in ambito NATO.
Schieramento spagnoloSei-12 EF-18A/B "Hornet" e un KC-130H ad Aviano per il rifornimento in volo, più un C.212 "Aviocar" a Vicenza. Lo schieramento spagnolo, basato su F-18, è stato uno schieramento valido anche per la presenza di un tanker, indispensabile in questa guerra. La partecipazione ha riguardato anche una fregata.
Schieramento turcoUndici F-16C/D "Falcon" a Ghedi, Italia. La Turchia è uno dei maggiori utenti di F-16, e i suoi cacciabombardieri sono in grado di eseguire pressoché ogni missione operativa di un cacciabombardiere. C'è inoltre da dire che gli F-16 turchi schierati vantavano un buon grado di aggiornamento. Lo schieramento turco si completa con una fregata.
Anche per questo considerevole schieramento europeo (fatta eccezione per Canada e Turchia), i numeri sono sicuramente in difetto: durante tutto il conflitto infatti il generale Clark ha frequentemente richiesto incrementi dei numeri degli aerei schierati, e inoltre non sono considerati aerei da trasporto che hanno fornito supporto iniziale od occasionale agli schieramenti.
Non sono inclusi nell'elenco i velivoli teleguidati da ricognizione (droni) impiegati da francesi e britannici.
C'è inoltre da aggiungere che la Polonia ha offerto un An-26 da trasporto, che è stato visto più volte operare da basi italiane. Infine l'Ungheria ha fornito, durante il corso della guerra, spazio aereo e basi per uno schieramento di F/A-18 statunitensi.

## La partecipazione USA
Come sempre in questi ultimi conflitti gli Stati Uniti hanno vantato una presenza veramente consistente, anche se non più ai livelli di Desert Storm, sia nei numeri sia nelle percentuali. Gli Stati Uniti, in particolare, sono gli unici in grado di coprire in maniera perlomeno adeguata sia tutte le esigenze di combattimento (caccia, cacciabombardieri, SEAD, ma anche bombardieri strategici, aerei da appoggio tattico, cruise), sia tutte quelle specialità e quegli assetti più o meno pregiati come aerei da trasporto strategico, aerei radar, cisterne volanti, aerei da guerra elettronica, nuclei CSAR (da ricerca e soccorso in combattimento), ricognitori teleguidati, e aerei per l'intelligence elettronica, postazioni di comando volanti e altro ancora. Tutti assetti indispensabili in una guerra ad "alta tecnologia", ma di cui nessuno dispone in quantitativi sufficienti.
Questo l'elenco approssimativo degli aeromobili impiegati:
- F-16C "Falcon": almeno 78 gli F-16 impiegati dagli USA inizialmente, forse un centinaio verso la fine, di cui una buona parte nella versione F-16CJ, per missioni SEAD. Almeno 52 dei 78 F-16 operavano dalla Aviano AFB, in Italia, mentre sicuramente un'altra parte operava da Decimomannu, Cagliari. Questi aerei si potrebbero definire i "factotum" della NATO, in quanto oltre alle missioni SEAD, sono anche caccia molto validi (oltre all'F-16 olandese, anche uno americano vanta un MiG-29 come vittima), e buoni cacciabombardieri di precisione. C'è però da dire che nel ruolo SEAD hanno deluso, soprattutto a causa del sovraccarico di lavoro per il pilota, che oltre a pilotare l'aereo deve anche gestire un sistema sofisticato come quello per l'impiego dell'AGM-88 "Harm". Il 2 maggio 1999, durante una missione di guerra non distante da Belgrado, un F-16CG è stato abbattuto, probabilmente dai cannoni della contraerea. Il pilota, eiettatosi, è stato tratto incolume circa sette ore più tardi da un nucleo CSAR.
- F-15E "Strike Eagle": forse una quarantina all'inizio del conflitto, sembra che alla fine fossero più di 65, tutti schierati ad Aviano. Questi eccellenti cacciabombardieri hanno svolto pressoché ogni tipo di missione d'attacco al suolo, impiegando quasi tutta la gamma dell'arsenale americano. Sono stati anche la causa dei black out in Serbia, ottenuti mediante l'impiego di bombe alla grafite. Si sa che numerosi F-15 hanno dovuto eseguire atterraggi d'emergenza, anche a Sarajevo, ma spesso a causa di guasti, e non di danni da fuoco nemico.
- A-10A "Thunderbolt": circa 44 alla fine del conflitto, hanno soprattutto eseguito missioni di FAC (controllo aereo avanzato) individuando i bersagli e dirigendoci contro gli aerei alleati, partendo da Gioia del Colle e da Trapani, Italia. Questi "cacciacarroarmati" hanno confermato le loro doti di invulnerabilità: un A-10 colpito a un motore da un missile "SA-13" è riuscito comunque ad atterrare all'aeroporto di Skopje in Macedonia.
- F-117A "Nighthawk": giunti ad Aviano dodici esemplari ancora prima della guerra, come deterrente, sono stati protagonisti di un episodio clamoroso. Uno di questi aerei (che nella Desert Storm avevano acquistato la fama di invulnerabili) è stato abbattuto, il pilota recuperato ore dopo da un nucleo del CombatSAR. L'abbattimento dell'aereo invisibile ha posto in seria crisi il concetto di aereo stealth, sollevando forti preoccupazioni circa le cause dell'abbattimento (tuttora controverse). Ne furono schierati altri dodici a Spangdalem, in Germania, più un rimpiazzo. Questi aerei si sono comunque confermati ottimi bombardieri di precisione, e hanno operato ininterrottamente per tutto il conflitto.
- B-52H "Stratofortress": dalla base aerea di Fairford, in Inghilterra, hanno operato gli unici bombardieri strategici americani disponibili in numero adeguato: gli "Stratofortress". Di questi bombardieri, che ormai sono veramente molto anziani (volano dai primi anni sessanta), ne è stato schierato un quantitativo molto imprecisato: forse otto o nove all'inizio del conflitto, addirittura una ventina scarsa verso la fine. Questi bombardieri sono stati impiegati, essendo facili bersagli, come vettori per i missili da crociera AGM-86C CALCM. Pur potendone montare fino a venti, ogni B-52 ne ha impiegati fino a un massimo di otto, e pure con notevoli problemi, dovuti alla vecchiaia del sistema d'arma. I CALCM lamentarono malfunzionamenti e poca precisione sul bersaglio, tanto che di rado gli aerei riuscivano a sganciare tutti e sei i missili (due erano di riserva).
- B-2A Spirit: il bombardiere strategico invisibile ha avuto nella campagna contro la Serbia il suo "battesimo del fuoco", e ha operato contemporaneamente agli altri suoi colleghi B-52H e B-1B. Il bombardiere, di cui sono stati prodotti solo venti esemplari prototipi inclusi, ha partecipato alle missioni in sei esemplari aggiornati al "Block 30", uno standard che gli permette di impiegare armamento convenzionale. L'aereo, che al pezzo è costato 2 100 milioni di dollari, è perfettamente invisibile ai radar e ai missili IR (infra-rosso), e può portare fino a sedici missili a testata nucleare. L'armamento impiegato nel Kosovo si è limitato a otto bombe JDAM, a guida satellitare. Il B-2 ha operato direttamente dalla base aerea "Whiteman" nel Missouri, volando missioni di addirittura trentasei ore continuative.
- B-1B "Lancer": il B-1B è un vero e proprio cargo portabombe in quanto è essenzialmente in grado di trasportare notevoli quantità di Mk.82 o di distributori di submunizioni, mantenendo una velocità prossima a quella del suono, ma per ora almeno, non può eseguire attacchi di precisione, ma solo grandi attacchi areali, utili contro aree che presentano numerosi bersagli sparsi. Il B-1 all'inizio del conflitto non è stato impiegato, in quanto i suoi apparati di autoprotezione elettronica non erano adeguati all'antiaerea serba, ma sembra che in un secondo tempo abbia operato dalla base di Fairford, Gran Bretagna, in non meno di cinque, forse più del doppio, esemplari.
- F-15C Eagle: l'"Eagle" è stato uno dei pochi caccia puri schierati per il conflitto, probabilmente a causa della scarsità almeno numerica della caccia nemica, nonché forse anche per il fatto che molti altri aerei (F-16, F-15E "in primis") vantano già ottime capacità di combattimento, come si è poi visto. Ne erano stati schierati almeno ventiquattro all'inizio del conflitto, distribuiti tra Cervia e Aviano, Italia, e forse alla fine sono aumentati anche a trentadue. Nel corso del conflitto si sono aggiudicati la vittoria contro almeno quattro MiG-29 "Fulcrum" jugoslavi.
- F/A-18C "Hornet": l'"Hornet" è stato schierato in numerosi esemplari anche in questo conflitto. Almeno ventiquattro esemplari della US Navy erano imbarcati sulla portaerei USS "Theodore Roosevelt", più altri ventiquattro esemplari schierati in Ungheria dopo l'inizio del conflitto, e forse altri ad Aviano. Non si sa molto sul loro operato, ma possiamo affermare che hanno svolto principalmente missioni di bombardamento, con armamento anche di precisione.
- F-14A "Tomcat": gli equipaggi del "Tomcat", pur vantando un aereo dalle prestazioni notevoli, impiegano mezzi che risalgono alla guerra del Vietnam. Gli almeno ventotto F-14 imbarcati sulla "Roosevelt" non hanno avuto molte occasioni di far valere la loro forza. Infatti non sono stati divulgati particolari dettagli riguardo a questo assetto, ma è chiaro che la partecipazione sia stata assai ridotta, a causa della assenza di una reale minaccia aerea nemica.
- S-3B "Viking": questo aereo, presente a bordo della USS "Roosevelt" in otto esemplari, ha come compiti principali la sorveglianza elettronica, la lotta antinave e antisommergibile, ma può, se si presenta la necessità, eseguire attacchi a terra. Non vi sono grandi particolari sulla loro partecipazione al conflitto (che visti i numeri deve essere stata insignificante), ma probabilmente si sono occupati di eseguire missioni di pattugliamento per far rispettare l'embargo imposto alla Serbia.
- EA-6B "Prowler": il "Prowler", dalla radiazione degli EF-111 (sempre americani), è l'unico aereo da guerra elettronica a disposizione della NATO, e come se non bastasse, la flotta di "Prowler" è ormai anziana e numericamente inadeguata a far fronte a un'esigenza che è fondamentale nei moderni conflitti. Per il Kosovo ne sono stati schierati circa venticinque all'inizio, di cui quattro imbarcati sulla "Roosevelt", gli altri ad Aviano, ma in seguito il numero è aumentato. Nonostante l'Europa sia abbastanza potente, non dispone di simili assetti, costringendo gli USA a sforzi notevoli, e che comunque non sono bastati a fornire copertura adeguata a tutti i pacchetti missione. Gli EA-6B hanno anche volato alcune missioni armati di AGM-88 HARM, per fornire anche supporto SEAD.
- AV-8B II "Harrier": gli Stati Uniti hanno anche fornito otto "Harrier" che hanno operato a bordo della USS "Nassau", ma essendo presente un'altra unità, la USS "Inchon", è possibile ipotizzare che il numero fosse maggiore. Di questi "Harrier" non vi sono informazioni, se non che uno di questi è andato perduto a causa di un guasto ai motori in fase d'appontaggio, ma per fortuna il pilota si è salvato in tempo.
- E-3C "Sentry": la "Sentinella" è un aereo AWACS, ossia uno di quegli aerei radar tanto indispensabili nelle guerre d'oggi. Stranamente invece la maggior parte degli AWACS schierati sembrava essere europea, mentre a quanto pare gli USA ne hanno schierato solamente due, ma forse anche tre E-3 nella base di Geilenkirchen, in Germania.
- E-8C "Joint Stars": misteriosi partecipanti a questa guerra, non si è ben capito in quale misura abbiano preso parte. Gli Stati Uniti, unici utenti di questo tipo d'aereo, ne hanno schierati due esemplari a Rhein-Main, in Germania, ma non è chiaro quando abbiano volato missioni operative, né quante, ma sembra che la loro presenza sia stata piuttosto marginale. I "Joint Stars" sono dei costosissimi aerei dotati di un radar ad apertura sintetica per la ricognizione del campo di battaglia, e sono in grado di tracciare una camionetta a 100 km di distanza. Erano stati considerati indispensabili nella Desert Storm per la caccia agli Scud mobili, ma in questa campagna sono stati poco impiegati.
- KC-135R "Stratotanker": questi aerei sono la principale colonna portante dell'aerorifornimento americano, e seppur mostrando chiaramente la loro avanzata età, sono stati chiamati a fornire un supporto enorme: ottanta aerocisterne di questo tipo sono state schierate tra numerosi aeroporti italiani ed europei, e non bastavano. Quello dell'aerorifornimento è uno di quegli assetti che si accollano quasi per intero gli USA.
- KC-10A "Extender": queste ben più moderne e capienti aerocisterne sono però in numero troppo esiguo: forse una decina, o anche meno, di "Extender" hanno supportato gli "Stratotanker" nel rifornimento in volo, senza che fossero rilasciate particolari dichiarazioni al riguardo.
- E-2C "Hawkeye": l'E-2C è l'AWACS delle portaerei americane (e da un po' anche di quella francese). È un biturbina le cui dimensioni sono forse quelle massime per un aereo imbarcato. Dotato di un potente radar sulla fusoliera, la sua ragion d'essere è il fornire supporto radar agli aerei della US Navy imbarcati insieme a lui. Dato che ne erano presenti ben cinque imbarcati sulla "Roosevelt", possiamo immaginare che la sua non sia stata soltanto una presenza di facciata, ma che abbia ben contribuito al controllo dello spazio aereo serbo, insieme con gli E-3.

Gli aerei ed elicotteri schierati erano ben di più, in quanto si devono aggiungere i cargo (C-17, C-141, C-5 e C-130 Hercules), altri aerei di supporto e sorveglianza (le postazioni di comando volanti EC-130ABCCC, o gli aerei da ricognizione strategica U-2 per esempio), e gli elicotteri (MH-53J "Pave Low"), ecc. Vanno poi inclusi nel conteggio anche alcuni velivoli teleguidati da ricognizione (in particolare RQ-1A "Predator").
Aerei da PsyOps (operazioni psicologiche) hanno più volte effettuato intromissioni nelle frequenze radiofoniche e televisive serbe per lanciare comunicati diretti alla popolazione, nell'intento di creare opposizione a Milošević.
In un secondo momento sono stati inviati a Tirana ventiquattro AH-64 Apache come forza deterrente rispetto a una paventata invasione dell'Albania.
Le cifre parlano da sole, con una partecipazione che oscilla tra il 60 e il 90% del totale delle missioni.
Lo schieramento navale includeva una portaerei, la USS "Roosevelt", due unità da appoggio anfibio, la USS "Inchon" e la USS "Nassau", e altre unità di superficie e sommergibili dotate di missili da crociera Tomahawk. Il totale di BGM-109 Tomahawk lanciati da statunitensi e britannici durante l'operazione è di cento esemplari, con un rapporto di successi molto elevato, sebbene siano da contare alcuni errori gravi.

## Le forze federali jugoslave
Non potendo schierare contro la NATO poco più che duecento aerei fra quelli da combattimento e addestratori armati, le forze federali jugoslave messe in campo sono state decisamente esigue e in una buona parte totalmente inadeguati ad affrontare una minaccia agli standard della NATO. Questo l'elenco approssimativo degli aerei da combattimento:
- Quattordici MiG-29 "Fulcrum A", e due MiG-29UV "Fulcrum B": questi gli unici caccia temibili, essendo però completamente sprovvisti di radar a lungo raggio, hanno subito l'iniziativa avversaria. Di questi a fine guerra ne risultavano abbattuti sei dai caccia della NATO, e altri sei o sette distrutti a terra dagli attacchi aerei.
- Sessanta MiG-21 "Fishbed" (varie versioni): l'altra faccia della prima linea, questi vecchi aerei non hanno potuto altro se non starsene rintanati negli shelter (o in rifugi camuffati). Le perdite che la JRV (l'aeronautica iugoslava) lamentava a fine guerra erano circa venti o ventuno "Fishbed", di cui uno abbattuto, o precipitato in un incidente.
- Trentasette J-22 Orao 1
- Dieci-quindici IJ-22 Orao 2
- Ventisei J-1 "Jastreb" (varie versioni)
- Quarantacinque G-4 "Super Galeb"
- Venti G-2 "Galeb": di tutti questi aerei di produzione locale sono poco noti (anche alla NATO) sia i quantitativi, sia le versioni, e anche il rapporto di perdite. Sono tutti cacciabombardieri che, stando alle fonti non ufficiali, avrebbero anche effettuato attacchi al suolo ai danni delle popolazioni kosovare durante la guerra.

Non è ben chiaro il quantitativo del resto degli aeromobili, soprattutto elicotteri vari e aerei da trasporto, di cui si sa solo che hanno operato durante la guerra elicotteri Mi-8 e Sa-341 "Gazela" in appoggio alla campagna terrestre serba in Kosovo.
Per quanto riguarda l'antiaerea, sappiamo che la Federazione Jugoslava era dotata di due batterie a lungo raggio SA-2, e di batterie SA-3, SA-6, e forse SA-13, nonché numerosi pezzi d'artiglieria. Sicuramente l'antiaerea ha subito delle perdite, ma è certo che fino all'ultimo giorno di guerra era attiva, anche grazie alla notevole prudenza e abilità degli uomini radar.
Per quanto riguarda le truppe a terra la situazione è ben più incerta. L'unica cosa sicura è che i serbi non si sono risparmiati in questo fronte, anche perché non vi sono state minacce troppo forti: i guerriglieri dell'UCK, soprattutto all'inizio, non erano in grado di contrapporsi in maniera seriamente valida, e gli attacchi aerei della NATO non hanno saputo ostacolare in maniera significativa le forze serbe.
Le forze serbe, oltre a unità militari dell'esercito, includevano anche gruppi paramilitari facenti capo a formazioni ultranazionaliste, il cui appartenere o meno alla linea di comando governativa è stato uno dei temi principali del processo a Milošević.

## Le perdite
Posto che da parte serba non esistono conteggi precisi sulle perdite, si può stimare che le vittime serbe degli attacchi aerei della NATO ammontino ad alcune migliaia, inclusi civili uccisi durante bombardamenti imprecisi o veri e propri errori. Come molti altri conflitti, anche in questo caso le perdite della coalizione sono state molto ridotte rispetto a quelle della parte attaccata.

### Le perdite jugoslave

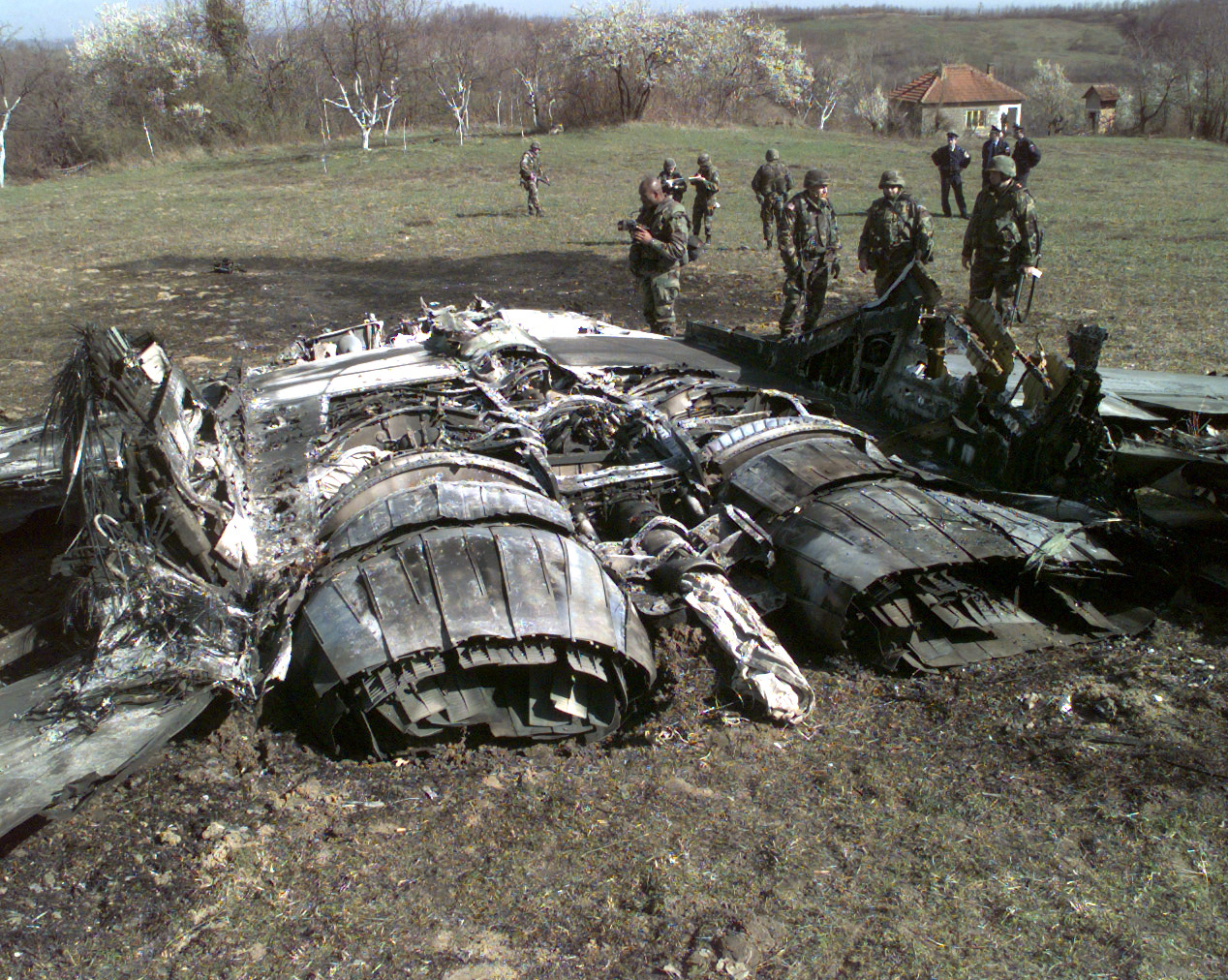
MiG-29 jugoslavo abbattuto in Bosnia

I dati sui danni inflitti alle forze serbe sono stati assai controversi, dato che successive valutazioni hanno dimostrato come le perdite materiali effettive fossero contenute. In particolare si stima come più della metà della flotta di MiG-29 sia stata distrutta (a terra o in volo), mentre la linea di volo dei MiG-21 abbia limitato i danni (20 o 21 aerei distrutti). Non sono note le perdite per le altre linee di volo. Anche le perdite nella componente antiaerea hanno avuto un risultato misto: due delle batterie missilistiche fisse SA-2 su tre sono state distrutte (66%), i SA-3 semimobili hanno subito perdite all'80%, mentre i SA-6 mobili hanno perso tre radar mobili su ventidue (13%). Tutte le altre batterie a breve raggio mobili (AAA, SA-9, SA-13 e gli AA-8 e AA-11 convertiti in SAM) hanno subito perdite limitate. Nelle perdite della contraerea jugoslava va anche contata l'enorme quantità di missili sparati e mancati o schivati: alla fine della guerra, le forze serbe avevano sparato 815 missili terra-aria, con soli due aerei NATO abbattuti (oltre a un certo numero di droni da ricognizione). 665 su 815 erano a guida radar (477 SA-6 e 188 SA-3), gli altri a guida IR (124), mentre ventisei missili non sono stati identificati.
Un altro doppio risultato è evidente esaminando il numero di missili antiradar sparati dalla NATO: 743 HARM sono stati sparati dalla NATO, molti dei quali andati a vuoto grazie alle tattiche degli operatori con lo spegnimento dei radar. Tuttavia dall'altro punto di vista, contrastare le missioni di soppressione delle difese aeree con le tattiche citate precedentemente ha portato al salvataggio di molti radar, ma alla perdita delle infrastrutture che la contraerea stessa doveva difendere, ovvero al successo delle missioni aeree sui bersagli primari (edifici, fabbriche, ponti, centri di comando, infrastruttura), snaturando quindi il motivo stesso di esistenza della contraerea, ridotta alla sola preservazione di sé stessa. Inoltre, anche analizzando le tecniche jugoslave da un punto di vista prettamente militare, spegnere i radar ha voluto dire che molti dei 665 SAM jugoslavi a guida radar sono stati sparati non guidati, limitandone enormemente l'utilità.
I carri armati distrutti dall'aviazione NATO non sembrano essere stati più di dodici (a fronte di una stima iniziale di duecento perdite). Dal punto di vista della Serbia, le tattiche di camuffamento operate dalle forze jugoslave hanno impedito ai piloti alleati (che raramente scendevano al di sotto dei 15 000 piedi di quota per evitare la minaccia dell'artiglieria antiaerea) di riconoscere correttamente i bersagli.
Dall'altra parte, la sola presenza delle forze aeree NATO in supremazia aerea ha impedito di concentrare truppe, impedendo di portare avanti efficacemente le operazioni anti-insurrezionali in Kosovo (e prestando il fianco agli attacchi della guerriglia dell'UCK) e portando a tutti gli effetti alla sconfitta finale.
A causa dell'inefficacia della contraerea (nonostante le tattiche di auto-preservazione), danni consistenti li ha subiti l'economia serba: a causa della distruzione di alcune centrali elettriche, delle pompe idriche, di alcuni ponti (con l'interruzione della navigabilità del Danubio) e di varie infrastrutture portata avanti in una fase avanzata dell'operazione, l'economia serba ha richiesto nel dopoguerra consistenti aiuti economici per una ricostruzione protrattasi per anni, senza considerare i pesanti danni ambientali.

### Le perdite civili

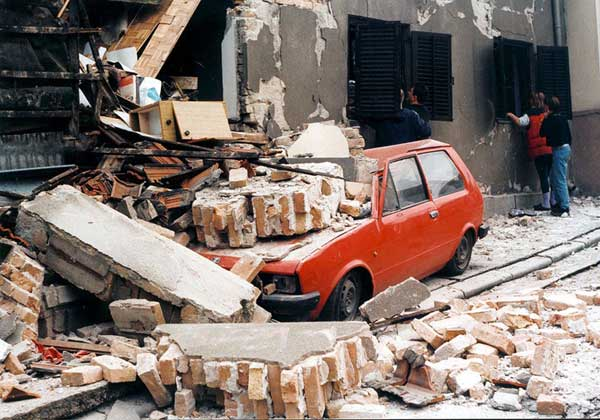
Immagine dei danni provocati dai bombardamenti

Numerosi sono stati i civili coinvolti direttamente nei bombardamenti, a causa di incidenti ma anche per attacchi deliberati. Tra questi vanno ricordati gli incidenti a treni e pullman durante il bombardamento ad alcuni ponti, nonché l'attacco deliberato alla stazione televisiva serba, che causò sedici morti tra funzionari, giornalisti e impiegati.
Vanno infine ricordati i kosovari di etnia albanese, che in fuga dalle persecuzioni serbe e i bombardamenti sono stati in più di una occasione vittime degli errori dei bombardieri NATO. Non è calcolabile poi il numero di morti causati dalle forze militari e paramilitari serbe.
Particolarmente grave per la forte tensione che ha provocato è stato il bombardamento dell'ambasciata cinese il 7 maggio, con la morte di un funzionario e due giornalisti cinesi, dovuto o a un errore dell'intelligence statunitense o a un'azione deliberata a seguito dell'attività dell'ambasciata a favore dell'esercito serbo. Le indagini effettuate negli anni successivi dal Tribunale penale internazionale per l'ex-Jugoslavia e da Amnesty International non hanno permesso di chiarire fra queste due opzioni.
Human Rights Watch ha calcolato fra 489 e 528 le perdite di civili jugoslavi causate dai bombardamenti.
Il 23 Aprile 1999, la Federazione Russa ha attivato il Meccanismo di Mosca per analizzare l'operazione militare della NATO. Tale strumento prevede l'invio di una missione di esperti indipendenti nel territorio di uno Stato partecipante all'OSCE affinché venga accertato il rispetto degli obblighi assunti nella cosiddetta "dimensione umana" dell'OSCE (istituzioni democratiche e diritti umani).
Nel 2018 le autorità della Serbia, denunciando un incremento dei casi di tumore fra i bambini i cui genitori sono nati negli anni novanta, hanno annunciato l'istituzione di un'apposita commissione d'indagine sulle conseguenze dei bombardamenti all'uranio impoverito della NATO.

### Le perdite della NATO

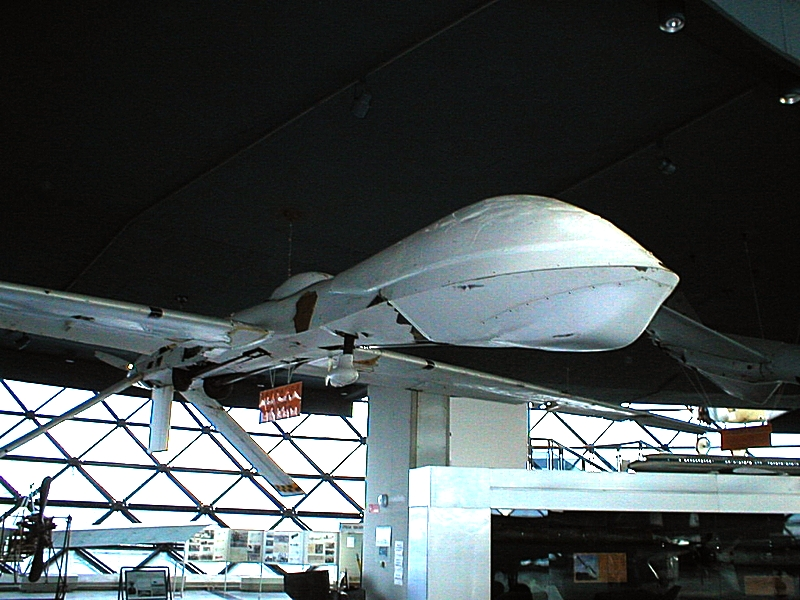
Un UAV Predator catturato dai serbi

Le perdite della NATO sono state assai limitate. In ogni caso, la notevole prudenza dei pianificatori militari ha certamente ridotto le perdite di velivoli, che venivano fatti operare ad alta quota per evitare la contraerea (con maggiori difficoltà nell'individuazione e riconoscimento dei bersagli, con il conseguente incremento degli attacchi falliti e del rischio di colpire obiettivi civili).
L'invasione terrestre del Kosovo, che avrebbe certamente causato perdite sensibili tra le truppe, è stata accuratamente evitata.
Nel dettaglio, fatti salvi alcuni atterraggi d'emergenza a Sarajevo (Bosnia) e Skopje (Macedonia), da parte di alcuni F-15, un Harrier inglese e un A-10 con il pilota ferito, le perdite dichiarate sono state minime:
- 27 marzo F-117A Nighthawk, statunitense, certamente l'abbattimento più clamoroso, il primo per un aereo stealth. Il pilota è stato recuperato circa sei ore dopo da un team del CombatSAR.
- 26 aprile AH-64 Apache, statunitense, ufficialmente non coinvolto nel conflitto, era stato schierato a Tirana, Albania in vista di un eventuale impiego. Probabilmente perso durante una missione addestrativa, i due piloti sono rimasti feriti.
- 1º maggio AV-8B Harrier, statunitense, inabissatosi nell'Adriatico per un guasto al motore durante un appontaggio, il pilota si è salvato.
- 2 maggio F-16CG, statunitense, abbattuto in Serbia non lontano da Belgrado, il pilota è stato recuperato da un team del CombatSAR.
- 5 maggio AH-64 Apache, statunitense, ufficialmente non coinvolto nel conflitto, forse abbattuto da un missile terra-aria serbo. Entrambi gli uomini dell'equipaggio sono deceduti.

Oltre a queste perdite sono da includere i numerosi aeromobili teleguidati andati perduti e i tre soldati statunitensi fatti prigionieri (e poi liberati) durante una missione di pattugliamento al confine tra Kosovo e Macedonia.

## Cronologia degli eventi principali
Questo è un elenco di fatti significativi databili, come tale non deve essere considerato completo (nota che Italia e Serbia hanno lo stesso fuso orario).
Le cifre dei morti e feriti sono basate su rapporti delle autorità serbe dell'epoca. Va notato che in diversi casi sono state confermate nella sostanza tramite testimonianze della stampa, anche internazionale, e da rapporti della Croce Rossa.
- 24 marzo 1999 iniziano le operazioni aeree contro la Serbia:
  - dalla mattina si riduce l'attività di volo di routine sui cieli dell'Adriatico;
  - ore 16:00 circa, iniziano i primi decolli di aerei di supporto (tanker, AWACS, postazioni di comando volanti, ecc);
  - ore 17:50 circa, iniziano i decolli serrati degli aerei d'attacco, alle 20:00 l'operazione sarà completamente avviata;
- 25 marzo, ore 02:00 iniziano le incursioni all'interno della Serbia, gli attacchi della prima notte si concentrano su postazioni SAM e aeroporti in Kosovo e nei dintorni di Belgrado, vengono impiegati anche i missili da crociera;
- 26 marzo, inizia l'afflusso dei primi profughi kosovari presso le frontiere albanese e macedone, la NATO individua alcune aree all'interno delle quali viene effettuata una "pulizia etnica";
- 27 marzo, ore 20:45, un F-117 statunitense viene abbattuto a circa 28 miglia da Belgrado, il pilota è recuperato incolume tre ore dopo;
- 31 marzo, tre soldati statunitensi della Joint Guarantor in Macedonia vengono catturati e portati prigionieri a Belgrado;
- 5 aprile, una bomba da 250 kg cade in un'area abitata, diciassette morti;
- 12 aprile, un ponte viene bombardato mentre vi transita un treno, cinquantacinque morti;
- 13 aprile, intensificazione delle operazioni sul Kosovo:
  - l'esercito serbo colpisce con artiglieria un villaggio di frontiera albanese;
- 14 aprile, circa settantacinque civili kosovari vengono uccisi per errore da aerei NATO;
- 21 aprile e seguenti, le operazioni aeree s'intensificano nella capitale serba, viene bombardato con bombe incendiarie il quartier generale del Partito Socialista Jugoslavo;
- 23 aprile, alcuni missili colpiscono la torre della televisione pubblica serba, causando sedici morti;
  - lo stesso giorno viene respinta una prima offerta di tregua da parte di Milošević;
- 30 aprile, il bombardamento del ponte della piccola città di Murino, in Montenegro, causa la morte di sei persone, di cui tre bambini, e otto feriti;
- 1º maggio, quarantasette civili vengono uccisi nel loro bus centrato mentre attraversava un ponte sotto bombardamento, questo è il secondo incidente di questo tipo;
  - il giorno successivo i tre soldati statunitensi vengono rilasciati come segno di buona volontà al reverendo Jesse Jackson;
- 7 maggio, un errore durante un bombardamento nelle vicinanze di Nis (nel sud) causa la morte di quindici uomini e circa settanta feriti;
- 8 maggio, l'ambasciata cinese a Belgrado viene colpita per un probabile errore di intelligence causando tre morti e un forte incidente internazionale;
- 13 maggio, dopo un apparente ritiro serbo dal Kosovo, e il ricorso della Serbia contro la NATO per genocidio presso il Tribunale Internazionale dell'Aia (rigettato il 2 giugno):
  - circa sessanta morti e ottanta feriti causati dalla NATO contro un villaggio kosovaro, Korisa; la NATO accusa i serbi di aver usato i civili come scudi umani;
- 21 maggio, circa cento carcerati muoiono durante il bombardamento di un carcere a Pristina;
- 22 maggio, sette guerriglieri dell'UCK rimangono uccisi per un errore della NATO, altri quindici feriti;
- 27 maggio, Milošević e alti ufficiali vengono indagati per crimini di guerra presso il Tribunale Internazionale dell'Aia;
- 30 maggio, durante un bombardamento di un ponte autostradale, rimangono uccise undici persone che lo stavano attraversando;
- 31 maggio, due stragi di civili:
  - venti persone rimangono uccise in un ospedale a Surdulica, nel sud; la NATO nega ogni responsabilità;
  - una bomba Nato colpisce il villaggio di Novi Pazar, causando ventitré morti;
- 1º giugno, Milošević accetta le decisioni del G8, si inizia a pianificare una missione di pace in Kosovo;
- 9 giugno, lo Stato Maggiore serbo firma con la NATO l'accordo di Kumanovo sul ritiro dal Kosovo;
- 10 giugno, dopo 78 giorni di bombardamenti, le missioni di attacco sono sospese.

## Bilancio della campagna militare

Edificio governativo distrutto a Belgrado

Il bilancio di questa operazione è estremamente controverso: se infatti l'obiettivo primario dell'operazione era imporre alla Serbia il rispetto del trattato di Rambouillet, cosa riuscita, non è trascurabile il fatto che la repressione e la temuta pulizia etnica, che si volevano impedire con la campagna militare, siano scoppiate con maggior vigore proprio all'inizio dei bombardamenti, con un numero di profughi stimati tra i 700 000 e il milione.
La ricercata destituzione di Slobodan Milošević è arrivata, con notevole ritardo, il 6 ottobre 2000, mentre è stato consegnato al tribunale penale internazionale per l'ex Jugoslavia il 28 giugno 2001.
Molti analisti ritengono che la mancanza di un attacco terrestre della NATO (evitato perché inaccettabile per le probabili perdite, stimate in un migliaio di uomini) abbia permesso il massacro della minoranza albanese in Kosovo, essendoci stata mano libera da parte dell'esercito serbo, difficilmente contrastabile mediante sole operazioni aeree in territorio montuoso.
Infine a guerra compiuta, con l'avvio dell'operazione KFOR e il rimpatrio dei profughi albanesi, è iniziato un fenomeno opposto al precedente, quello della fuga della minoranza serba sotto la minaccia dei kosovari albanesi, con vari episodi di violenza e successivi incendi a numerose chiese serbe ortodosse. Al 2006 la comunità serba vive sotto la diretta protezione della KFOR.
Oltre a ciò dopo la guerra si levarono molte critiche contro l'intervento della NATO quando si venne a sapere che numerosi scontri tra serbi e albanesi (con la repressione di questi ultimi), furono "cercati" dall'UCK che intendeva alzare il livello dello scontro affinché la crisi in Kosovo ottenesse visibilità internazionale; aspre critiche sono state rivolte anche al fatto che l'UCK, appoggiato durante la campagna aerea, e successivamente legittimato, fosse infiltrato da elementi fondamentalisti e legato ad affari criminali internazionali.
Accanto alle critiche, molti considerano che l'operazione abbia evitato una catastrofe politica (e, come conseguenza, umanitaria) ai danni non solo del Kosovo, ma dell'Albania e della Macedonia (regioni con enormi problemi di transizione), con l'assai probabile perpetuarsi di quello scenario di scontri sanguinosi di nazionalità ed etnie che ha provocato nel corso di dieci anni di conflitti nei Balcani ben 250 000 morti, in gran parte frutto di deliberate uccisioni di civili, perpetrate a loro volta da altri civili o da paramilitari.
Sotto questo profilo l'analisi della diplomazia internazionale in un primo periodo guardava a Milošević come potenziale elemento antidisgregatore rispetto all'esplosione delle questioni nazionali e delle secessioni nella Jugoslavia. In effetti, il regime serbo è stato l'unico (o il più conseguente) sostenitore del mantenimento della Federazione Jugoslava, e forse per questo godeva di un appoggio piuttosto incondizionato (e talvolta miope) da parte di importanti capi di Stato. Più che gli avvertimenti e le implorazioni dell'opposizione serba, è stato probabilmente il reiterato comportamento diplomatico inaffidabile della Serbia a provocare un progressivo cambiamento di valutazione. Ha senso parlare di "Serbia" e non di "Jugoslavia", perché la nazione emersa dalle rovine delle federazione del dopoguerra, ridotta alla sola Serbia e al Montenegro, di fatto coincideva in tutto e per tutto con la volontà politica del regime serbo. L'evidente tendenza a utilizzare i momenti di trattativa per preparare dietro le spalle mosse militari in aperto contrasto con il comportamento tenuto dalle delegazioni, il carattere pretestuoso delle rotture delle trattative, hanno valso a Milošević il nome di "piccolo Hitler", non tanto per le "pulizie etniche", quanto per la tendenza a considerare "i trattati come pezzi di carta".